# On Melancholy Hill
"On Melancholy Hill" is een nummer van de Engelse popgroep Gorillaz. Het is afkomstig van het album Plastic Beach, waar het de derde single van is. De single verscheen op 12 juni 2010. "On Melancholy Hill" werd een bescheiden hit, met noteringen in Australië, Mexico en in het Verenigd Koninkrijk.

## Opnames en productie
Het nummer werd grotendeels opgenomen in Damon Albarns studio in Devon. Het was een van de eerste nummers die klaar waren voor het album.

## Ontvangst
In zijn recensie van Plastic Beach noemde Scott Plagenhoef van Pitchfork het nummer een hoogtepunt op het album. Volgens hem is het enigszins een liefdeslied en legt het nummer de vraag voor of verbinding en troost onze sterkste emoties zijn. Ryan Leas van Stereogum riep het nummer uit tot het vijfde beste van Gorillaz. Hij merkte op dat sommige nummers van Albarn moeilijk als droevig of vrolijk in te schatten zijn en dat "On Melancholy Hill" hier misschien het beste voorbeeld van is. Volgens hem heeft het nummer de sterkste synthpop-esthetiek van alle werken die de band had opgenomen.

## Hitnoteringen
| Land                                   | Positie |
| -------------------------------------- | ------- |
| Australië (ARIA Top 100 Singles)       | 94      |
| Mexico (Mexico Ingles Airplay)         | 14      |
| Verenigd Koninkrijk (UK Singles Chart) | 78      |

NPO Radio 2 Top 2000
On Melancholy Hill stond in 2024 voor het eerst in de NPO Radio 2 Top 2000, op plek 1586.
Damon Albarn · Jamie Hewlett